# Monsieur de Sainte-Colombe
Monsieur de Sainte-Colombe (* ca. 1640; † tussen 1690 en 1700) was een Franse gambist en componist uit de barok. Zijn werkelijke naam (Jean?) is tot op heden niet bekend. Ook de mythisch aandoende naam Monsieur de Sainte-Colombe staat niet vast. 

## Leven en werk
De werkelijke identiteit van Sainte-Colombe kon tot op heden niet eenduidig worden gevonden. Onderzoek duidt er op dat hij in ieder geval een tijd in Parijs moet hebben gewoond en hebben lesgegeven. Zijn voornaam zou Jean zijn en de teorbist Nicolas Hotman zou een van zijn leermeesters zijn.
Bronnen uit de tijd zelf zijn schaars, zodat precieze geboorteplaats en -datum en overlijdensplaats en -datum ontbreken. Toch geldt hij als een van de talentvolste gambisten van zijn tijd. Zijn leerling Jean Rousseau noemde zijn spel „perfect“. Zijn leerling Marin Marais eerde zijn leermeester in 1701 met „Tombeau pour Monsieur de Sainte-Colombe“.
Sainte-Colombe wordt genoemd als degene die de viola da gamba een zevende snaar gaf. Daarmee kreeg het instrument een grotere toonomvang.

### Leerlingen
Sainte-Colombe was leraar van Marin Marais, de latere solo-gambist aan het hof van de Zonnekoning Lodewijk XIV. Andere leerlingen zijn Danoville, Jean Desfontaines, Pierre Méliton, en Jean Rousseau.

### Werken
Er zijn  onder andere 67 „Concerts à deux violes esgales“ en zes „Suites pour basse de viole seule“ bewaard. Zij laten zijn virtuositeit zien.

## Nakomelingen
Sainte-Colombe had minstens twee dochters (Françoise en Brigide), aan wie hij hoogstwaarschijnlijk zelf les gaf en met wie hij gezamenlijk huisconcerten gaf. Daarnaast had hij ook minstens één zoon.

## Film
In 1991 maakte de Franse regisseur Alain Corneau de Film „Tous les matins du monde“,  naar de gelijknamige roman van Pascal Quignard met Jean-Pierre Marielle in de rol van Sainte-Colombe, Gérard Depardieu in die van de oude en Guillaume Depardieu in die van de jonge Marin Marais. De filmmuziek werd gespeeld door de Catalaanse gambist Jordi Savall met zijn ensemble.